# Laboratory Investigation
Laboratory Investigation è una rivista medica di patologia sottoposta a revisione paritaria e pubblicata dalla Elsevier. È la rivista ufficiale dell'United States and Canadian Academy of Pathology. Essa è pubblicata mensilmente, con un numero supplementare annuale.
Secondo il Journal Citation Reports, Laboratory Investigation ha ricevuto un fattore di impatto pari a 5,0 nel 2022, collocandosi al 14° posto fra 76 presenti nella categoria "Patologia".[1]

## Perimetro editoriale
Laboratory Investigation offre una pubblicazione tempestiva di ricerche originali e articoli di revisione di alta qualità che migliorano la comprensione e la classificazione delle malattie umane.

## Indicizzazione
Gli abstract e gli articoli della rivista sono indicizzati da: 
- Index Medicus
- Current Contents/Life Sciences
- Science Citation Index
- Excerpta Medica.

## Articoli notevoli
Esempi derivati da Wikipedia
- W. Deimann e H. D. Fahimi, Hepatic granulomas induced by glucan. An ultrastructural and peroxidase-cytochemical study, in Laboratory Investigation; a Journal of Technical Methods and Pathology, vol. 43, n. 2, 1980-08,  pp. 172–181. URL consultato il 25 gennaio 2021. (cellula epitelioide)
- Sasaki, M; Sitaraman, SV; Babbin, BA; Gerner-Smidt, P; Ribot, EM; Garrett, N; Alpern, JA; Akyildiz, A et al., Invasive Escherichia coli are a feature of Crohn's disease. Laboratory investigation; a journal of technical methods and pathology, 2007, DOI:10.1038/labinvest.3700661, PMID 17660846. (malattia di Crohn)
- R. M. Genta e G. J. Weil, Antibodies to Strongyloides stercoralis larval surface antigens in chronic strongyloidiasis, in Laboratory Investigation; a Journal of Technical Methods and Pathology, vol. 47, n. 1, 1982-07,  pp. 87–90. URL consultato il 19 maggio 2024. (strongyloides stercoralis)
- (EN) Boivin WA, Cooper DM, Hiebert PR, Granville DJ, Intracellular versus extracellular granzyme B in immunity and disease: challenging the dogma, in Laboratory Investigation; A Journal of Technical Methods and Pathology, vol. 89, n. 11, novembre 2009,  pp. 1195–1220, DOI:10.1038/labinvest.2009.91, PMID 19770840. URL consultato il 6 aprile 2023. (granzima B)
- Dimitra Beroukas, Rhian Goodfellow e Jenny Hiscock, Up-regulation of M3-muscarinic receptors in labial salivary gland acini in primary Sjögren's syndrome, in Laboratory Investigation; a Journal of Technical Methods and Pathology, vol. 82, n. 2, 2002-02,  pp. 203–210, DOI:10.1038/labinvest.3780412. URL consultato l'11 giugno 2023. (recettore muscarinico)